# Ceuthophilus guttulosus
Ceuthophilus guttulosus är en insektsart som beskrevs av Walker, F. 1869. Ceuthophilus guttulosus ingår i släktet Ceuthophilus och familjen grottvårtbitare.

## Underarter
Arten delas in i följande underarter:
- C. g. thomasi
- C. g. nigricans
- C. g. angulosus
- C. g. guttulosus